# Tölgylevélpohók
A tölgylevélpohók (Gastropacha quercifolia) a szövőlepkefélék családjába tartozó, Eurázsiában honos lepkefaj. 

## Megjelenése
A tölgylevélpohók szárnyfesztávolsága a hímek esetében 4,6-6,2 cm; a nőstényeknél 6,0-10,0 cm. A pihenő lepke a megtévesztésig hasonlít egy elszáradt (tölgy)falevélre. A szárnyak inkább szélesek, az elülső szárny csúcsa lekerekített, nem kampós, mint a rokon fajoké. A testet sűrű szőrök borítják. A test és a szárnyak alapszíne sárga, vörösessárga vagy vörösbarna; a sötétebb színű példányok (különösen a nőstények) szárnyainak szegélye lilás csillogású. Mind az elülső, mind pedig a hátulsó szárnyon három vékony, sötét harántsáv húzódik, amelyek a hátulsó szárnyon elmosódottak. Az elülső szárny közepén apró, kerek, sötétbarna folt látható. A szárnyak fonákja hasonló színű, csak mérsékeltebben lilás, és általában csak egy-egy széles, de elmosódó barna harántsáv láthatók. A szárnyak szélének rojtja vörhenyes-feketén csíkozott. 
Színe és mintázata kevésbé, mérete viszont igen változékony.
Petéje kerek, fehéren-sötétzölden csíkozott.
Hernyója változatos színű, szürke vagy barna. Szelvényein két-két vöröses szemölcs látható. Közép- és utótorának hátoldalát jókora feketéskék csupasz folt díszíti. Hasa élénkvörös. Szőrzete a hátán fekete, oldalain fehéres vagy barnás.  

### Hasonló fajok
A sárga pohók hasonlít hozzá.  

## Elterjedése
Eurázsia mérsékelt övi zónájában fordul elő Észak-Spanyolországtól Japánig. Magyarországon az egész országban megtalálható. 

## Életmódja
Ártéri erdők, ligeterdők, sarjerdők lepkéje. Inkább a vízközeli élőhelyeket kedveli. 
Az imágók éjjel aktívak. Magyarországon egy (június-augusztus), délebbre két (május-június és július-augusztus) nemzedéke repül. A nőstény kis csomókban helyezi el petéit a különböző tápnövények (kecskefűz, kökény, kutyabenge, madárberkenye, galagonya, mogyoró) ágaira vagy leveleire. A hernyó az alacsonyabban fekvő ágak alsó oldalára húzódva áttelel és a következő évben tavasz végén, nyár elején bebábozódik. Bábja feketésbarna, erős fehér behintéssel; szőrökkel kevert szürkés, laza szövedék veszi körül.  
Magyarországon nem védett.

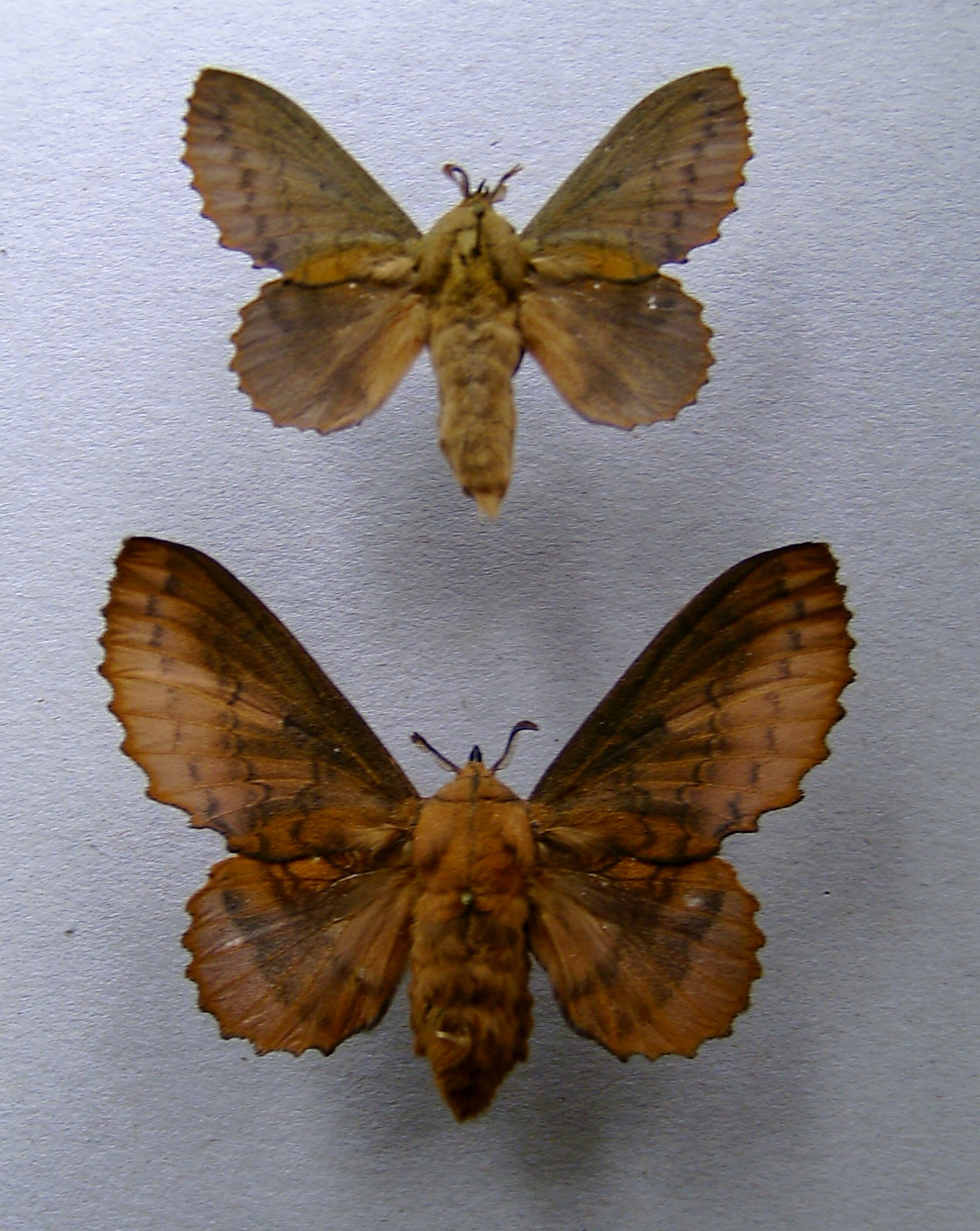
Hím (fent) és nőstény
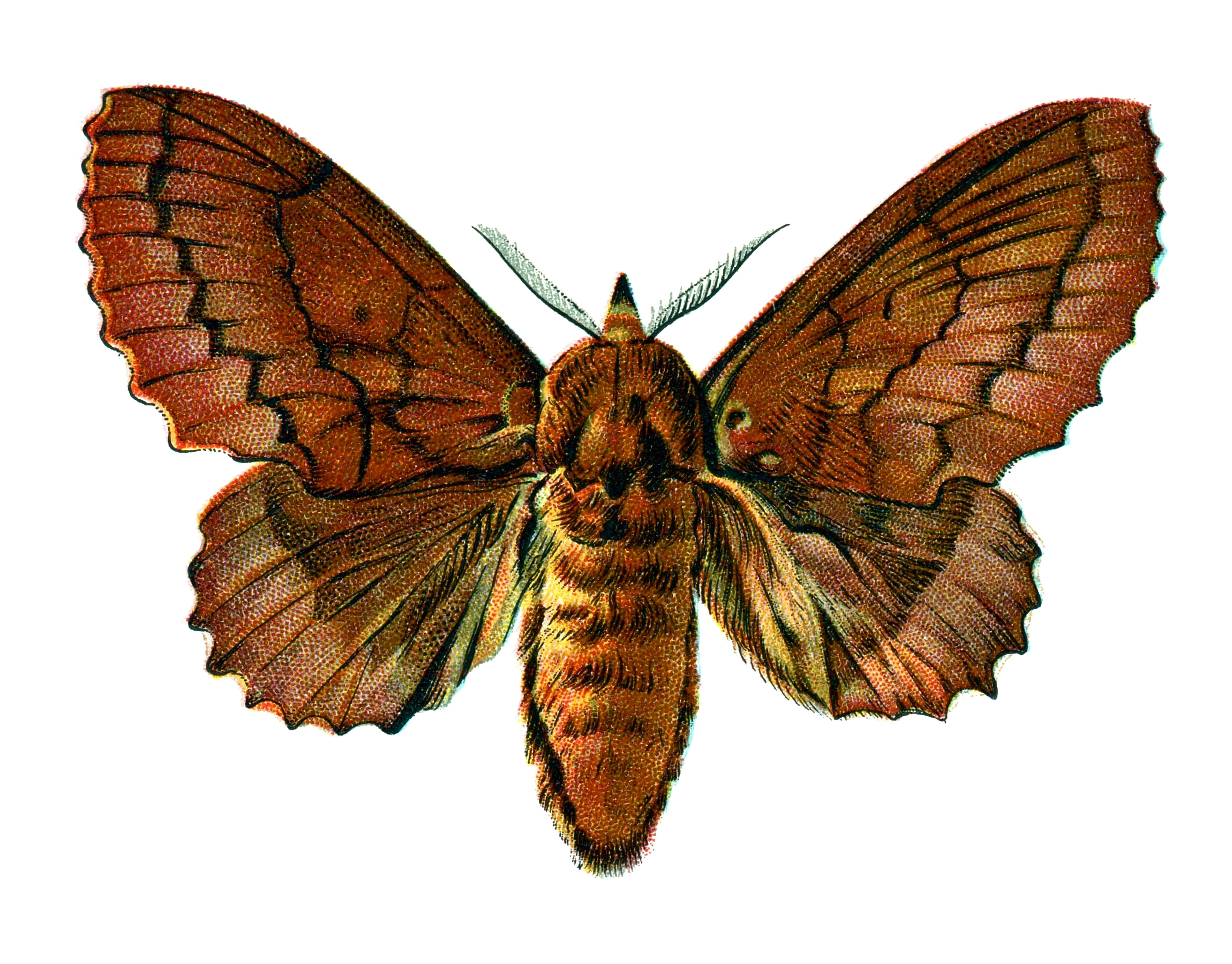
Tölgylevélpohók rajza
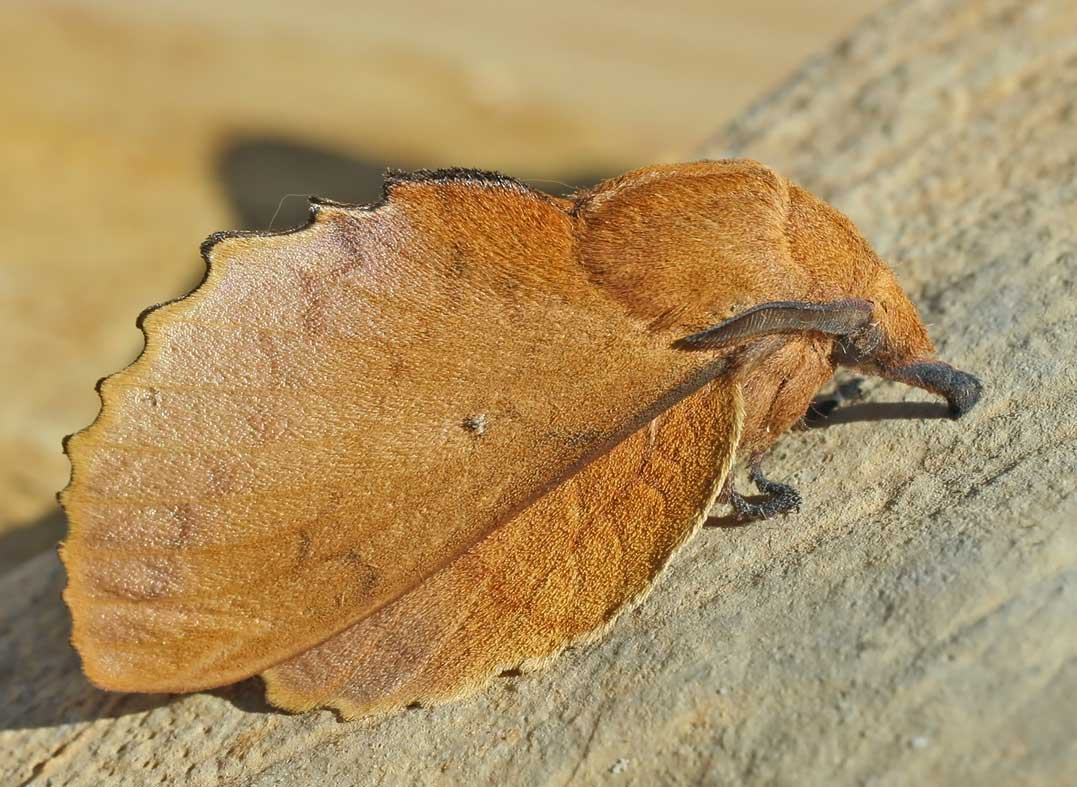
Pihenő pohók
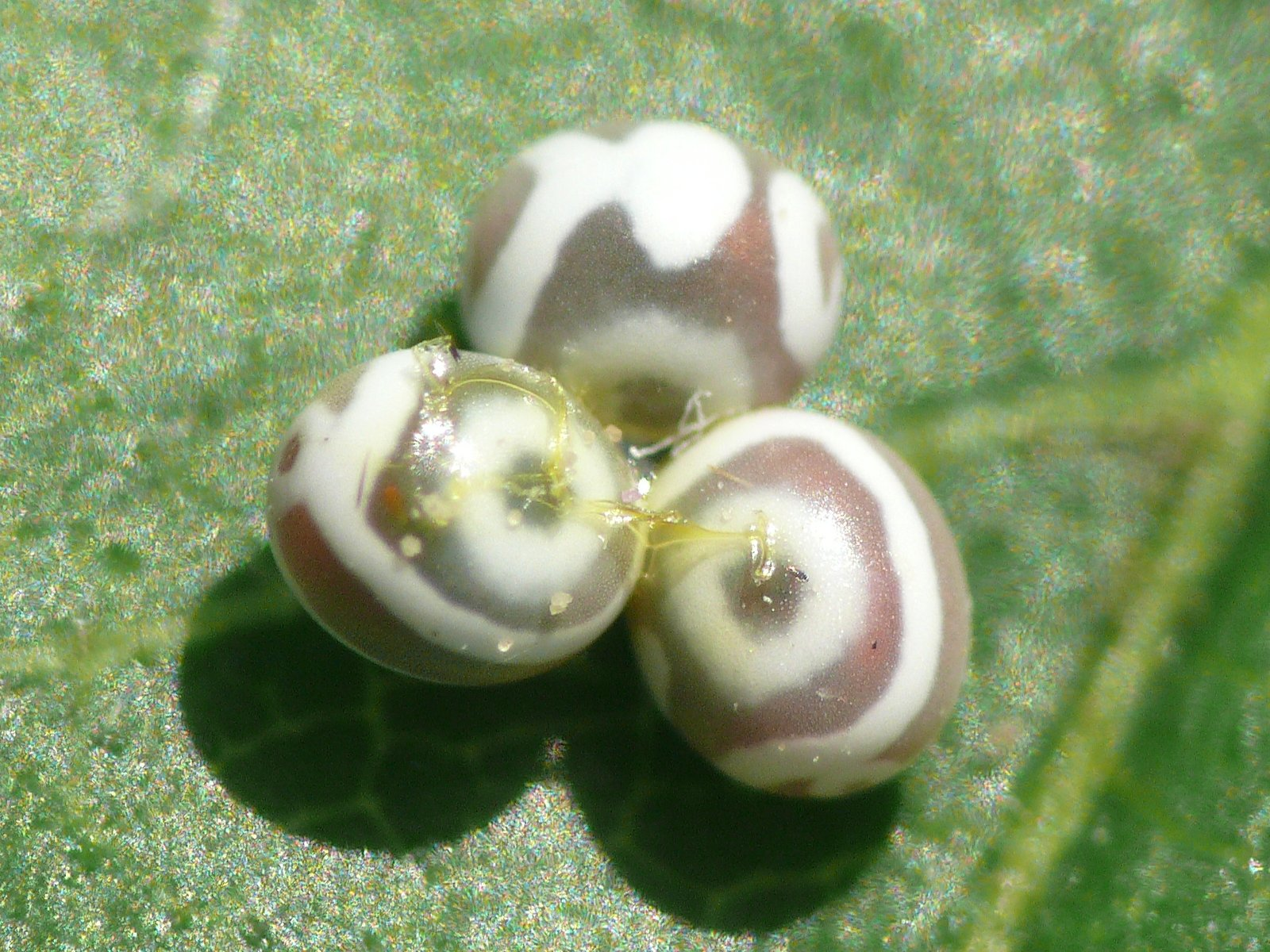
Petéje
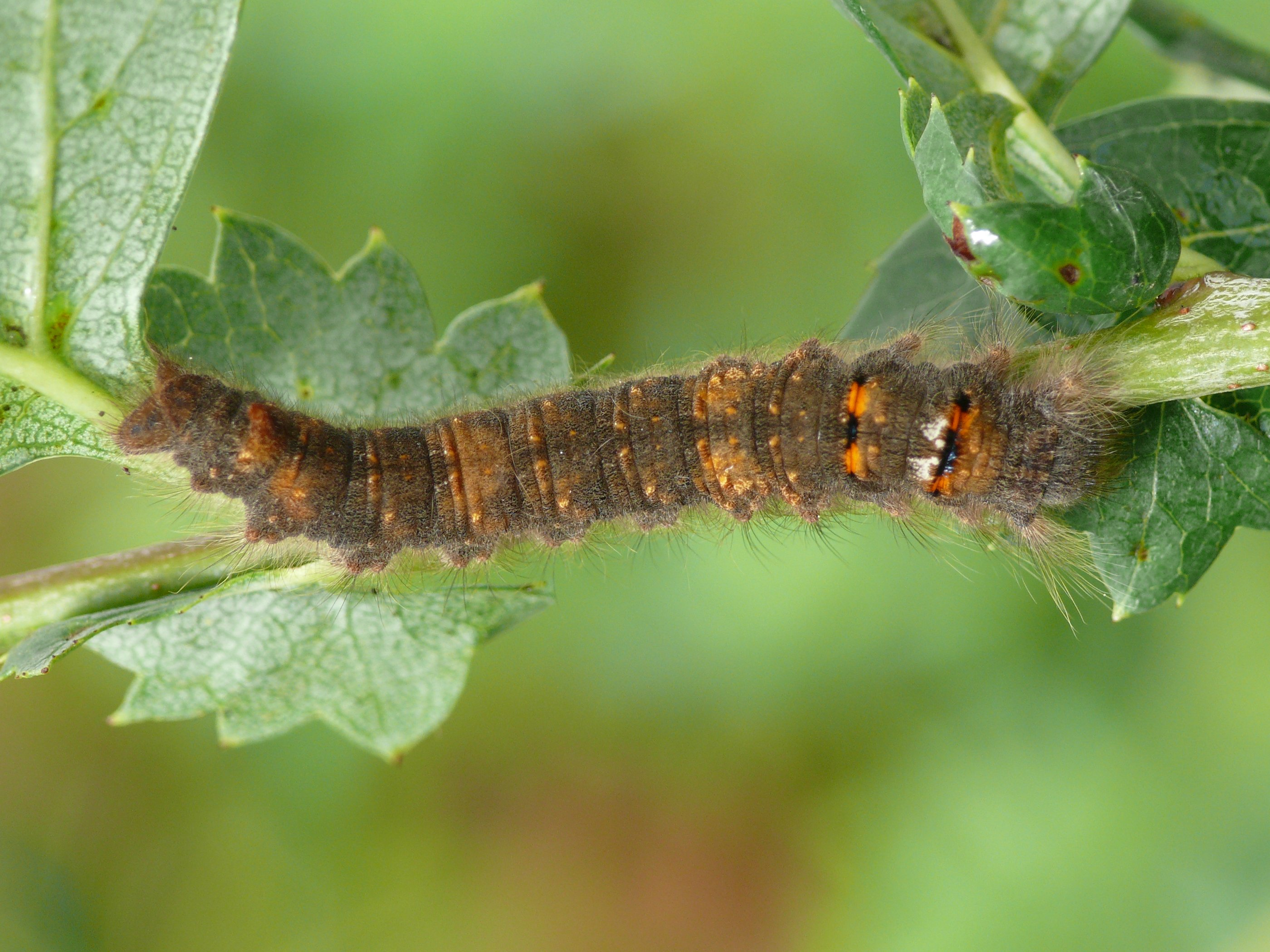
Hernyója